# لانسوبرازول
لانسوبرازول هو مثبط لمضخة البروتون الذي يمنع المعدة من إنتاج حمضها. يتم تصنيعه من قبل مجموعة من الشركات حول العالم تحت مسميات تجارية مختلفة. في الولايات المتحدة، تم الموافقة عليه لأول مرة من منظمة الغذاء والدواء (إدارة الغذاء والدواء) عام 1995م. انتهت حماية براءة الاختراع للريفاسيد في 10 نوفمبر 2009. منذ عام 2009، يتوافر اللانزوبرازول بدون وصفة طبية (OTC) في الولايات المتحدة في عيار 15 مغ تم تسويقه من نوفارتس كبريفاسيد 24 اتش ار. في أستراليا يتم تسويقه من فايزار تحت مسمى زوتون.
لانسوبرازول هو مثبط لمضخة البروتون من نفس الفئة الدوائية لأوميبرازول. يتم تسويق اللانزوبرازول لعدة سنوات وهو واحد من العديد من مثبطات مضخة البروتون المتوفرة. هو خليط راسيمي من المصاوغات المرآتية ديكسلانزوبرازول (ديكسيلانت، المسمى سابقا كابيديكس) وليفولانزبرازول. ديكسلانزوبرازول هو مكون نقي فعال للدواء التجاري نتيجة التحول للمصاوغ المرآتي.
نصف عمر التخلص لللانزوبرازول من البلازما (1.5ساعة) لا يتناسب مع مدة تأثير الدواء على الشخص (تثبيط حمض المعدة). كما أن تأثير الدواء يبقى فوق ال 24 ساعة بعد استخدامه ليوم أو أكثر. لانسوبرازول 30 مغ التي يتم إدخالها للجسم عن طريق الأنف للمعدة تتحكم في حموضة المعدة الداخلية بكفاءة وهي بديل للبانتوبرازول الوريدي عند المرضى الذين لا يستطيعون بلع الشكل الصلب للأدوية.

## دواعي الاستخدام
يتم وصف لانسوبرازول لعلاج:
- تقرحات المعدة والاثني عشر والتقرحات الناجمة من استخدام مضادات الاتهابات اللاستيرويدية.
- الإصابة بجرثومة المعدة (الملوية البوبية)، مع استخدام المضادات الحيوية كعلاج مساعد. لقتل هذه الجرثومة المسببة للتقرحات أو مشاكل أخرى، يتم استخدام دوائين إلى جانب اللانسوبرازول معروف بـ«العلاج الثلاثي» وتشمل أخذ حبتان يوميًا من لانزوبرازول 30 مغ لمدة 10-14 يوم، أموكسيسيلين 1000 مغ وكلاريثرومايسين 500 مغ.
- مرض الارتجاع المعدي المريئي.
- متلازمة زولينجر إيليسون.

## التدخلات الدوائية
يتفاعل لانسوبرازول مع عدد من الادوية إما بسبب طبيعته أو كونه مثبط لمضخة البروتون.
- مثبطات مضخة البروتون تقلل امتصاص مضادات الفطريات (اتراكونازول، كيتوكونازول)[14] وقد تؤدي إلى زيادة تراكيز الديجوكسين في البلازما.
- تزيد من تراكيز السيلوستازول في البلازما (خطر التسمم).

لانزوبرازول قد يتفاعل مع أدوية أخرى:
- سوكرالفات
- أمبيسيلين
- بيساكوديل
- كلوبيدوغريل
- ديلافيردين
- فلوفوكسامين
- أملاح الحديد
- فوريكونازول
- أمينوفيلين وتيوفيلين
- أستيميزول

## الآثار الجانبية
الآثار الجانبية لمثبطات مضخة البروتون بشكل عام  واللانزوبرازول بشكل خاص  قد تشمل:
- نادرًا: جفاف بالفم، نعاس، دوار، غباش بالرؤية، طفح، حكة.
- نادرًا جدًا: خلل في التذوق، عطل في الكبد، وذمة، تفاعلات حساسية مفرطة (تشمل تضيق في القصبة، وذمة وعائية، حساسية مفرطة)، حساسية ضوئية، حرارة، تعرق، اكتئاب، التهاب الكلية، أمراض دموية (تشمل انخفاض أو ارتفاع عدد كريات الدم البيضاء، انخفاض في أعداد كل الخلايا الثلاث المكونة للدم، انخفاض في عدد الصفائح الدموية)، وجع مفاصل، وجع عضلات. تفاعلات جلدية [17] تشمل (احمرار [18]، متلازمة ستيفين جونسون، انحلال البشرة السمي، طفح فقاعي).
- الحالات الخطيرة: اضطرابات في الجهاز الهضمي، (غثيان 1.3%، وجع في البطن 2.1%، إسهال 3.8%)[19]

مثبطات مضخة البروتون قد ترتبط بزيادة خطر كسور الحوض والإسهال الناتج عن التهاب القولون الغشائي الكاذب.

## توفر اللانسوبرازول
اللانسوبرازول خارج عن براءة الاختراع وبالتالي المادة العلمية للدواء متوافرة تحت أسماء تجارية مختلفة في دول عدة  هناك بعض براءات الاختراع التي تغطي بعض الاكتشافات المعتبرة ابتداءًا من عام 2015.

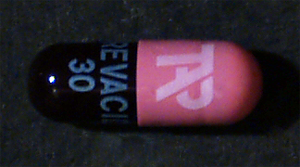

## الأبحاث
الأبحاث المختبرية تظهر أن اللانزوبرازول يرتبط بنوع ممرض من بروتين تو. اعتبارًا من 2015 جرت دراسات مخبرية على نظير من لانزوبرازول لاستكشاف استخدامها كعوامل للتصوير المقطعي بالإصدار البوزيتروني لتشخيص أمراض تو تشمل ألزهايمر.
لانزوبرازول هو أيضًا دواء مساعد يستهدف مجموعة بي سي ون سايتوكروم من المتفطرة السلية عندما تحول إلى لانزوبرازول سالفايد داخل الخلايا المضيفة.